# Hermann Pedit
 Hermann Pedit  (* 29. Oktober 1933 in Lienz, Osttirol; † 26. November 2014) war ein österreichischer Maler und Bildhauer, der in Lienz lebte und arbeitete.

## Leben und Werk
Nach seiner 1950 abgeschlossenen Lehre als Kunstschlosser im väterlichen Betrieb war Pedit kurzzeitig an der Innsbrucker Malschule, dann an der Akademie der bildenden Künste in Wien, wo er in den Jahren von 1954 bis 1955 bei Sergius Pauser und 1955 bis 1959 bei Fritz Wotruba studierte. Sein Abschluss-Diplom erhielt Pedit 1958 in der Meisterklasse von Fritz Wotruba.
Er war neben Oswald Kollreider Mitglied beim 1956 von Franz Walchegger (1913–1965) und Josef Manfreda (1890–1967) gegründeten Akademischen Künstlerbund Osttirol, der im Rahmen der ersten Gruppenausstellung Osttiroler Künstler im selben Jahr im Tiroler Kunstpavillon reüssierte. 1958 Mitgründung der Wiener Galerie Synthese, die durch eine medial ausgetragene Diskussion ihre gegenläufige Kunstpositionierung zur Gruppierung rund um die von Monsignore Otto Mauer gegründete "Galerie nächst St. Stephan" zeigte.
Walchegger, Manfreda, Leopold Ganzer und Hermann Pedit sind die Gründungsinitiatoren der 1964 eingerichteten Städtischen Galerie in Lienz (bis 2004). In Bildzyklen, wie "Nacht der Seele", eine Serie von 64 Ölgemälden, die Erlebnisse der Jugoslawienkriegsschauplätze in den 1990er-Jahren aufarbeitet, oder musikinduzierte Malzyklen und Landschaften drückt er Gefühlswelten in Öl auf Leinwand aus. Neben dem gemalten Œuvre – einschließlich öffentlicher Werke wie das 36,9 Meter lange Emailbild an der Flughafen-Unterführung in Salzburg – gestaltete er auch künstlerisch Skulpturen und Kunstgitter wie jenes beim Eingang zur Verkündigungsgrotte in Nazareth 1967.

## Ausstellungen
Zahlreiche nationale und internationale Ausstellungen, Einzelausstellungen unter anderem:
- 1959 Künstlerhaus Wien
- 1997 Museum Stift Stams, Ausstellung als Gastkünstler in der Deutschen Kulturstiftung Villa Romana in Florenz
- 1998 Bayerisches Nationalmuseum Kloster Asbach
- 1999 Stadtmuseum Schloss Eltz (Vukovar), Kroatisches Nationalmuseum Zagreb
- 2000 Europäisches Parlament Brüssel
- 2002 Museum Ludwig im Staatlichen Russischen Museum St. Petersburg
- 2005 Magyar Iparművészeti Múzeum (Museum für angewandte Kunst) Budapest
- 2007 Museum im Palacio de los Serrano in Avila
- 2007 Museum Stift Stams
- 2013 Schloss Bruck
- 2013 Ragenhaus in Bruneck[4]
- 2023 Museum der Stadt Lienz auf Schloss Bruck[5]

## Auszeichnungen, Ehrungen, Preise
- 2013 Ehrenring der Stadt Lienz[6]
- 2013 Verdienstkreuz des Landes Tirol[7]